# Theodor Schwefer
Theodor Schwefer (* 21. Februar 1930 in Neheim, Kreis Arnsberg; † 27. Februar 2015) war ein deutscher Politiker der CDU.

## Ausbildung und Beruf
Theodor Schwefer besuchte die Volksschule und das Gymnasium, an dem er 1950 das Abitur erhielt. An der Universität Köln belegte er ein Studium der Rechte, 1954 erfolgte die erste juristische Staatsprüfung. 1958 promovierte er zum Dr. jur., im gleichen Jahr legte er auch die zweite juristische Staatsprüfung ab.
1959 wurde er Anwaltsassessor. Als Angestellter eines Unternehmensverbandes war er von 1958 bis 1964 tätig. 1964 wurde er Geschäftsführer, gleichzeitig wurde er als Rechtsanwalt beim Landgericht Arnsberg zugelassen. In den Jahren 1984 bis 1994 war er Geschäftsführer der Westdeutschen Lotterie GmbH, Köln.

## Politik
Theodor Schwefer war seit 1965 Mitglied der CDU. 1973 übernahm er den Vorsitz des Bezirksverbandes der CDU Sauer-/Siegerland. Er war Mitglied des Vorstandes der CDU Westfalen-Lippe und des Präsidiums der CDU Nordrhein-Westfalen.
Theodor Schwefer war vom 26. Juli 1970 bis zum 28. Mai 1980 Mitglied des 7. und 8. Landtages von Nordrhein-Westfalen, in den er über die Landesliste einzog. Vom 29. Mai 1980 bis zum 29. Mai 1985 war er direkt gewähltes Mitglied des 9. Landtages für den Wahlkreis 142 Hochsauerlandkreis I. Schwefer wurde 1980 stellvertretender Fraktionsvorsitzender.

## Steuervergehen
Schwefer war bis 1999 Mitglied und lange Jahre Vorsitzender des Verwaltungsrats des Westdeutschen Rundfunks in Köln. 1999 musste er den Vorsitz auf Grund der Ermittlungen gegen ihn wegen Steuervergehen an Ludwig Jörder abgeben und den Sitz im Verwaltungsrat niederlegen.
Im Jahre 2000 verurteilte ihn das Landgericht Arnsberg wegen der Hinterziehung von 904 506 DM zu 14 Monaten Gefängnis auf Bewährung. Schwefer war in den West-LB Skandal verwickelt und hatte größere Beträge auf ein Konto in der Schweiz verschoben, um der Zinsabschlagsteuer zu entgehen.